# Hrabstwo Cass (Indiana)

Piramida wieku hrabstwa

Hrabstwo Cass (ang. Cass County) – hrabstwo w stanie Indiana w Stanach Zjednoczonych. Hrabstwo zajmuje powierzchnię 1075 km²). Według szacunków United States Census Bureau w roku 2009 miało 39 065 mieszkańców. Siedzibą hrabstwa jest Logansport.

## Miasta
- Galveston
- Logansport
- Onward
- Royal Center
- Walton